# Stratford St. Mary
Stratford St. Mary är en by (village) och en civil parish i Babergh, Suffolk i östra England. Orten har 703 invånare (2001). Den har en kyrka.